# آبی‌بیگلو
آبی‌بیگلو شهری است در بخش ویلکیج شهرستان نمین استان اردبیل ایران. این شهر مرکز بخش ویلکیجِ است.

## موقعیت
این شهر در ۱۹ کیلومتری اردبیل واقع شده است و از لحاظ موقعیت می‌توان گفت بین سه ضلع مثلث شهری اردبیل، نمین وآستارا قرار دارد.
جنگل فندق‌لو در حاشیه شرقی این شهر قرار گرفته که برای گردشگران محیط جذابی است. در یک کیلومتری این شهر یکی از انشعابات با نام رودخانه آجی چای وجود دارد که رودخانه‌ای فصلی می‌باشد.
آبی‌بیگلو از شمال به روستاهای مهدی پستی و دورجین و دگرماندرق و سعیدآباد مشرف گشته و از طرف جنوب شرقی به روستای محمودآباد، بریس ونیارق واز جنوب غربی به روستای آغبلاق مصطفی خان متصل شده و از مشرق به روستای آلادیزگه و در امتداد آن به جنگل فندق لو مشرف می‌گردد. همچنین این شهر از غرب نیز به روستای تازه کند لقمان آباد منتهی می‌شود. آبی بیگلو در سال ۱۳۷۷ خورشیدی از روستا به شهر ارتقاء یافت.

## مردم‌شناسی
زبان شهروندان آبی بیگلو  ترکی است 
طبق سرشماری نفوس مسکن در سال ۱۳۹۰، این شهر ۵۹۹۹ نفر جمعیت دارد.

## پیشینه تاریخی
بر اساس نظرات مختلف تاریخ اولیه پیدایش این منطقه را حدوداً به۸۰۰سال پیش عنوان می‌کنند که در ابتدا بروی تپه‌ای مرتفع (البته در آن زمان) به دلیل مشرف بودن بر منطقه اطراف شکل گرفته است (احتمالا این تپه همان محل فعلی مسجد امام خمینی است که از سالیان دور در این نقطه بوده است و با نام «تپه باشی» شناخته می‌شود).
در کتاب تاریخ اردبیل و دانشمندان آمده است: «طبق سندهای قدیمی ۷۰۰ سال پیش، چند نفر از اهالی آبی بیگلو کوچ کرده و آن ده (آلادیزگه) را آباد نموده‌اند و این ده در ۲۲ کیلومتری خاور اردبیل واقع شده “۱و در نزدیکی شهر آبی بیگلو قرار دارد. مطلب فوق این مسئله را به اثبات می‌رساند که آبی بیگلو بیش از ۷ قرن قدمت داشته است و اهالی آن بانیان دیگر آبادیها بوده‌اند.»
این شهر فاصله‌ای حدوداً یک کیلومتری با دو رودخانه مهم قره سو و سقزچی که در دو جهت مخالف روستا واقع شده، قرار دارند. همچنین آبی بیگلو فاصله‌ای در حدود ۲ کیلومتر با جنگل فندق لو که یکی از طبیعت‌های بسیار زیبا و بکر استان اردبیل بلکه ایران است، دارا می‌باشد که در گذشته، زندگی اولیه روستائیان از طریق همین جنگل و رودخانه و کشاورزی تأمین می‌شده است. عمده مردم روستا در قدیم به کشاورزی و دامداری مشغول بوده‌اند؛ ولی رفته رفته چهره روستا به شهر تبدیل شده و در حال حاضر دارای بخشداری و شهرداری و چندین اداره مختلف می‌باشد.
شهرآبی بیگلو از سه محله اصلی بنام «اودولو»، «خانلارلو (خاناری)» و «پیرعمی گوجلو (پریم گوجه)» تشکیل شده است. در حال حاضر عمده مردم آن به شغل‌هایی مانند سنگ کاری نمای ساختمانها و آرماتوربندی، جوشکاری و سایر مشاغل ساختمانی و عده‌ای نیز در اداره جات مختلف استان شاغل هستند. این شهر دارای سه مسجد می‌باشد. مسجد جامع در محله اودولوی، مسجد امام خمینی در محله خانلاری و مسجد ولیعصر در محله پریم جوجه واقع می‌باشد. همچنین این شهر دارای یک حسینیه بانوان می‌باشد.